# Spilosoma spilosomata
Spilosoma spilosomata är en fjärilsart som beskrevs av Walker 1864. Spilosoma spilosomata ingår i släktet Spilosoma och familjen björnspinnare. Inga underarter finns listade i Catalogue of Life.